# Алпар Лошонц
Алпар Лошонц (Темерин, 7. јул 1958) српски је филозоф и академик. Дописни је члан састава Српске академије науке и уметности од 8. новембра 2018.

## Биографија
Завршио је основне студије на Правном факултету Универзитета у Новом Саду 1981. године и магистарске, а докторске на Економском факултету Универзитета у Новом Саду 1993. Предаје као редовни професор на Катедри за друштвене науке на Факултету техничких наука Универзитета у Новом Саду, као и на Филозофском факултету Универзитета у Сегедину од 1991. године. Предавао је и на Филозофском факултету у Новом Саду.
Оснивачки је члан Еuropean SPES Forum, члан Савеза економиста Војводине и Србије, Мађарског биоетичког друштва, Мађарског филозофског друштва и Друштва књижевника Војводине.
Као уредник је радио у Új Symposion, Létünk, Polja, члан је редакције Zlatna greda, Interdisplinary Yearbook of Business Ethics (који је био публикован у оквиру Springer Verlag), члан International editorial advisory Board of Regional and Ethnic Studies у Марибору, члан међународне редакције часописа Panoeconomicus, Kellék, члан међународне редакције часописа за теоријска питања филозофије, члан Савета часописа Хуманистичке студије у Подгорици и главни уредник Хабитус 2000—2009.
Добитник је награда „Ервин Шинко” 1983. године и „Иштван Конц” 2003.
Текстови су му превођени на француски, немачки и енглески језик.
Између осталих, аутор је следећих књига: Облици недостатка (Форум, Нови Сад, 1988), Херменеутика сећања (Форум, Нови Сад, 1998), Модерна на Колону (Стубови културе, Београд, 1998), Европске димензије (Форум, Нови Сад, 2002), Suffitientia ecologica (Stylos, Нови Сад, 2005), Неолиберализам: судбина или избор (коаутор), Есеји о држави благостања (коаутор), Суверенитет, моћ и криза (Светови, Нови Сад, 2006), Моћ као друштвени догађај (Адреса, Нови Сад, 2009) и Отпор и моћ (Нови Сад, 2012).